# (74155) 1998 QK93
(74155) 1998 QK93 – planetoida z pasa głównego asteroid okrążająca Słońce w ciągu 4,35 lat w średniej odległości 2,67 j.a. Odkryta 28 sierpnia 1998 roku.